# Perdita assimilis
Perdita assimilis är en biart som beskrevs av Timberlake 1964. Perdita assimilis ingår i släktet Perdita och familjen grävbin. Inga underarter finns listade i Catalogue of Life.